# Cratere Pirkko
Pirkko  è un cratere sulla superficie di Venere.